# Palazzo Duchi di Santo Stefano
Le Palazzo Duchi di Santo Stefano de Taormine, du XIVe siècle, est un chef-d'œuvre de l'art gothique sicilien, comportant des éléments caractéristiques de l'architecture arabo-normande. De longue date propriété de la famille De Spuches (ou De Spucches), d'origine espagnole, ducs de Santo Stefano di Briga et princes de Galati, le palais a été acquis par la commune de Taormine en 1964 et sert de siège à la Fondation Mazzullo.

## Histoire
Le palais des ducs de Santo Stefano est édifié sous sa forme actuelle entre la fin du XIVe siècle et les toutes premières années du XVe siècle pour accueillir la famille De Spuches. Il fait partie intégrante des murailles de Taormine.
En 1964, la commune de Taormine acquiert le palais de Vincenzo De Spuches, jeune descendant de la noble famille qui vivait à Palerme.
Aujourd'hui, le palais sert de siège à une fondation consacrée à l'artiste Giuseppe Mazzullo, né le 15 février 1913 à Graniti et décédé à Taormine en 1988. En été, d’importantes manifestations culturelles se tiennent dans le jardin.

## Façades et jardin

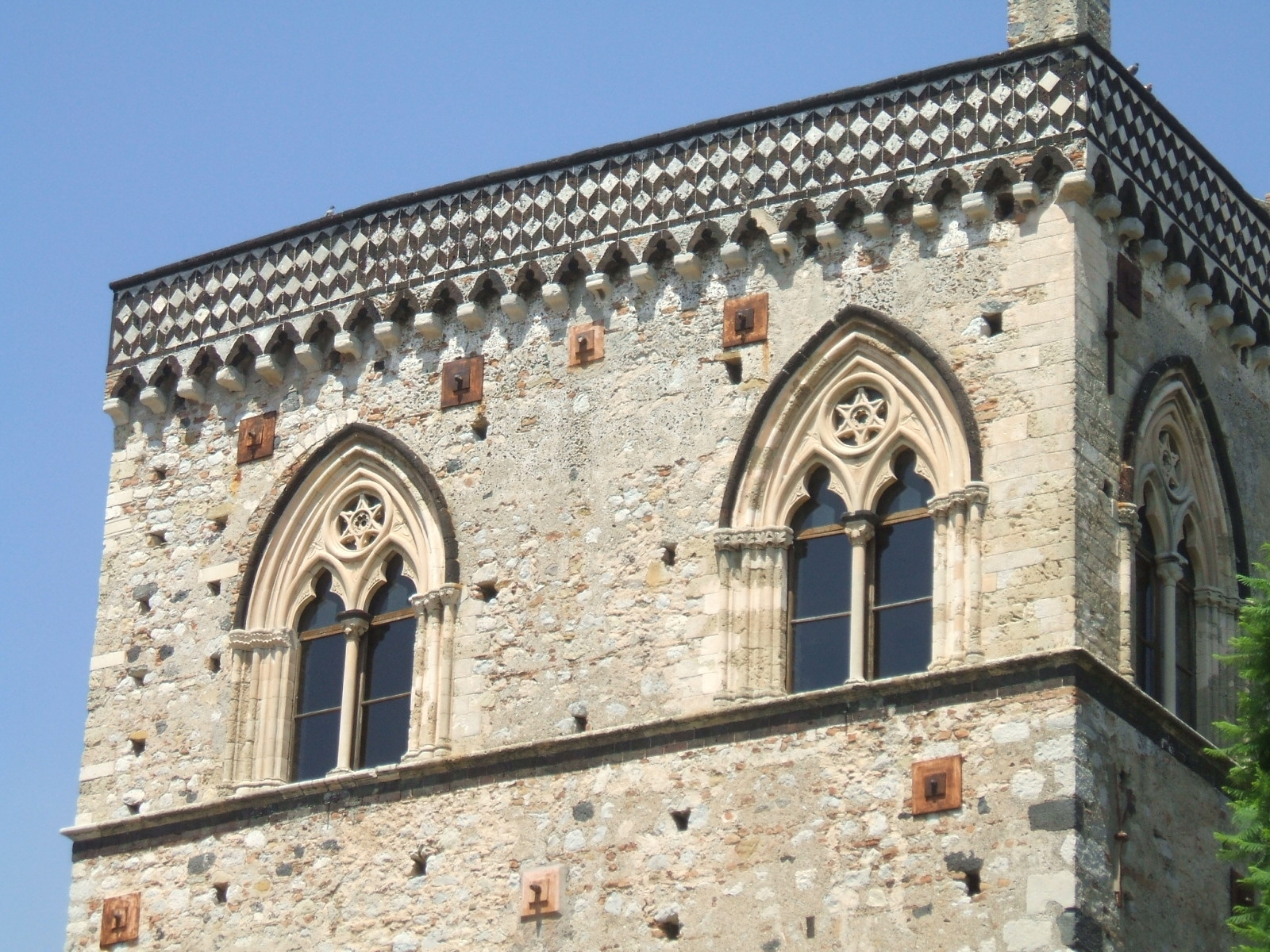
La corniche bichrome couronnant l'édifice

L'imposante structure carrée, sa position intégrée dans les murailles de l'ancien bourg et le mur crénelé, aujourd'hui en partie disparu, font penser à un édifice d'architecture normande. Les façades principales présentent également des éléments d'art arabe, comme l'imposante frise en pierre de lave décorée d'incrustations en losanges de pierre blanche de Syracuse.
Le deuxième étage comporte sur les deux façades donnant sur le jardin quatre fenêtres géminées de style gothique richement décorées, les baies de part et d'autre de la colonne centrale étant découpées en trèfles dans leur partie supérieure. Le tout se termine en un arc brisé sous lequel apparaît une rosace en remplage.
Un beau jardin se déploie sur un terrain en pente devant les façades est et nord. En son centre, un puits recueille les eaux de pluie.

## Intérieurs
Le palais comporte trois niveaux. On accède au rez-de-chaussée par un arc brisé mis en valeur par l'alternance de la pierre de lave et du granit de Taormine. À l'intérieur, une colonne de granit rose se dresse au milieu de la salle. Elle proviendrait du  théâtre antique de Taormine. En 1700 fut réalisé un escalier qui mène au premier étage. Auparavant, on y accédait par un système compliqué de ponts-levis et d'escaliers mobiles à partir d'une petite porte encore visible sur la façade. Pour parvenir au deuxième étage, on empruntait probablement un escalier interne aujourd'hui reconstitué en bois à l'occasion d'une restauration.